# Методи портфельного аналізу
Суть портфельного аналізу полягає в тому, що компанія розглядається як сукупність стратегічних бізнес-одиниць, кожна з яких відносно самостійна. Мета портфельного аналізу — узгодження стратегій і найефективніше використання наявних інвестиційних ресурсів з точки зору досягнення стійкого положення компанії в цілому і зростання фінансових результатів.
Для найефективнішого розподілу інвестиційних ресурсів між стратегічними бізнес-одиницями, необхідно оцінити потенційну рентабельність, ризики та стратегічні перспективи розвитку кожної з них. У загальному випадку портфельний аналіз побудований на правилі, що чим вище потенціал розвитку бізнес-одиниці (зростання продажів і прибутку) і чим нижче ризики — тим вигідніше для компанії в цілому інвестування в розвиток цієї бізнес-одиниці. Інвестиційні ресурси при цьому можуть бути як зовнішні, так і внутрішні (прибуток інших бізнес-одиниць).
Основні принципи формування оптимального портфеля:
- диверсифікованість портфеля за ризиками;
- диверсифікованість портфеля по стадіях життєвого циклу об'єктів;
- диверсифікованість портфеля за об'єктами інвестування і донорам.

Також слід зазначити, що портфельний аналіз допомагає уникати «уніфікаційного» підходу до розвитку цих бізнес-одиниць при розробці корпоративних стратегій. Для кожної бізнес-одиниці позначаються самостійні пріоритети і цілі, що відповідають її положенням на ринку і ролі в портфелі.

## Матричні методи портфельного аналізу
Найпоширенішими методами портфельного аналізу є матричні методи. Матриці для портфельного аналізу звичайно є двовимірними таблицями (нам відома лише одна тривимірна матриця стратегічного аналізу — варіація матриці Ансофа), де по осях відкладаються прикордонні значення розглянутих факторів (важлива умова: між факторами не повинно бути строгої функціональної залежності). Квадранти утворюються перетинанням прикордонних значень обох чинників. Попадання бізнес-одиниць у той чи інший квадрант означає застосовність до них типових стратегічних рекомендацій.
Найбільш відомі матриці для портфельного аналізу:
- Матриця БКГ (BCG) — Аналіз темпів росту і частки ринку
- Матриця МКК (MCC) — Аналіз відповідності бізнесу місії підприємства і її ключовим компетенціям
- Матриця GE / McKinsey — Аналіз порівняльної привабливості ринку та конкурентоспроможності бізнесу
- Матриця Shell — Аналіз привабливості ресурсномісткою галузі в залежності від конкурентоспроможності
- Матриця Ансофа — Аналіз стратегії по відношенню до ринків та продуктів
- Матриця ADL — Аналіз життєвого циклу галузі та відносного положення на ринку

## Етапи портфельного аналізу
1. Визначення стратегічних бізнес-одиниць компанії.
2. Вибір матричного методу аналізу (див. вище).
3. Збір необхідної для побудови матриці інформації.
Такою інформацією може бути:
  - Стан і тенденції розвитку галузей, в яких працюють бізнес-одиниці;
  - Конкурентоспроможність бізнесів;
  - Частка бізнес-одиниць на їх ринках;
  - Стадії життєвого циклу продуктів і галузей;
  - І т.п.
4. Побудова вибраних матриць портфельного аналізу.
5. На базі типових рекомендацій обраного методу матричного аналізу розробляються загальні стратегії для бізнес-одиниць.